# Serik Bürkitbajew
Serik Minawaruly Bürkitbajew (kasachisch Серік Минаварұлы Бүркітбаев, russisch Серик Минаварович Буркитбаев Serik Minawarowitsch Burkitbajew; * 7. September 1957 in Merke, Kasachische SSR) ist ein ehemaliger kasachischer Politiker und Manager.

## Leben
Serik Bürkitbajew wurde 1957 in Merke im heutigen Gebiet Schambyl geboren. Er machte 1980 einen Abschluss in Physikingenieurwesen am Moskauer Institut für Technische Physik.
Nachdem er ein Aufbaustudium in Moskau absolviert hatte, arbeitete er ab 1984 an der Kasachischen Akademie der Wissenschaften. Anschließend war er nach der Unabhängigkeit Kasachstans in der freien Wirtschaft tätig. So war er unter anderem Präsident von Kazinformtelecom und leitete die Unternehmen Kazakhstani Telecommunications und KazakhTelecom. 1998 wurde Bürkitbajew Mitglied der kasachischen Regierung unter Premierminister Nurlan Balghymbajew. Dort gehörte er dem Kabinett als Minister für Verkehr und Kommunikation an. Zwischen 2000 und 2003 war er als Assistent des Präsidenten tätig, bevor er Präsident des Kasachischen Instituts für Öl und Gas war. Danach kehrte er am 10. Februar 2007 nochmals als Assistent des Präsidenten in dessen Verwaltung zurück. Zwischen Februar und Mai 2008 war er Vorstandsvorsitzender der Nationalen Gesellschaft für Wissenschaft und Technologie Samgau.
Am 29. Mai 2008 wurde er zum Vorstandsvorsitzenden der nationalen kasachischen Erdöl- und Erdgasgesellschaft KazMunayGas ernannt. Bereits am 20. August 2008 wurde er von diesem Posten wieder entlassen. Im September wurde er wegen Korruptionsvorwürfen festgenommen. Am 20. März 2009 wurde er von einem Militärgericht in Astana zu sechs Jahren Haft verurteilt. Spekuliert wurde über eine politisch motivierte Strafverfolgung, da Bürkitbajew ein enger Vertrauter von Rachat Älijew, des ehemaligen Schwiegersohnes des kasachischen Präsidenten, gewesen sein soll. Im November 2012 wurde er auf Bewährung entlassen.